# 肯·卡彭特
肯·卡彭特（英語：Ken Carpenter，1913年4月19日—1984年3月15日），美国男子田径运动员，曾就读于南加州大学。他曾代表美国参加1936年夏季奥林匹克运动会田径比赛，获得男子铁饼金牌。